# مهاجرت غیرقانونی به هند

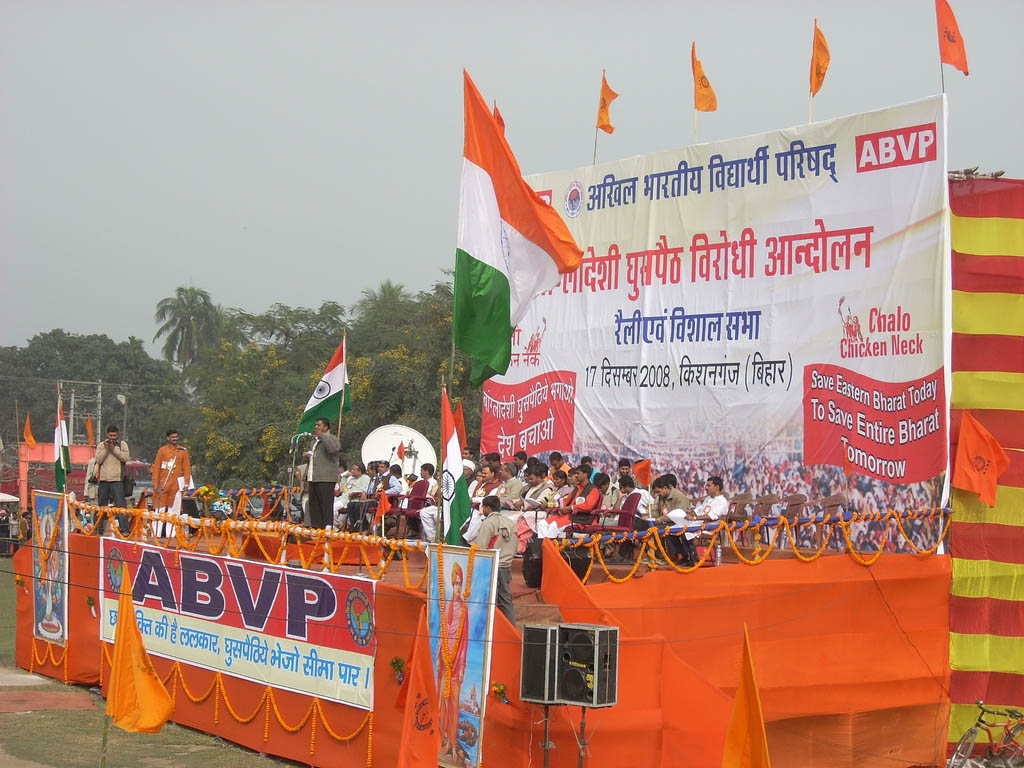
جلسه سخنرانی در مورد مهاجران غیرقانونی بنگلادش

مهاجرت غیرقانونی در هند (انگلیسی: Illegal immigration to India) به فردی اطلاق می‌شود که بدون اجازه رسمی در چارچوب قوانین هند در این کشور اقامت دارد. کسانی که موقعیت پناهندگی به آن‌ها اعطا می‌شود در این رده‌بندی قرار نمی‌گیرند. آمار واقعی ای در خصوص تعداد مهاجران غیرقانونی در دسترس نیست.

## مهاجرت غیرقانونی
بر اساس سرشماری سال ۲۰۰۱ هند آمار مهاجران بنگلادشی که در هند ساکن هستند ۳٫۰۸۴٫۸۲۶ نفر است. این درحالی است که آمار واقعی ای از مهاجران غیرقانونی در حال حاضر در دسترس نیست. در ایالت آسام رقم مهاجر به تنهایی ۲ میلیون می‌باشد؛ و ارقام کلی که توسط دولت و رسانه‌ها گزارش شده ۲۰ میلیون مهاجر را نشان می‌دهد. مؤسسه آمار «روی» بر اساس تجزیه و تحلیلی نشان داد که در سال‌های ۱۹۸۱ تا۱۹۹۱ قریب به ۹۱۰۰۰ بنگلادشی به‌طور غیرقانونی همه ساله به هند رفته‌اند.
سفر به هند از بنگلادش یکی از ارزانترین سفرها در جهان است؛ یعنی با حدود ۲۰۰۰ «تاکا» بنگلادش که تقریباً ۲۴ دلار آمریکا می‌شود از بنگلادش به هند می‌آیند و می‌توانند با هویت جعلی زندگی و آینده به مراتب بهتری از آنچه در بنگلادش دارند به دست آورند. اکثر مهاجران بنگلادشی که از ایالت مهاراشترا هند اخراج می‌شوند، به عنوان مهاجران غیرقانونی در میان شهروندان هندی هستند که اگر پلیس هر کدام را بازداشت کند. برای آزادیشان ۲۰۰۰ تا ۲۵۰۰ روپیه می‌گیرد و اگر نتوانند این پول را تأمین کنند، ۱۰–۱۵ روز پس از بازداشت از طریق خطوط مرزی به بنگلادش فرستاده می‌شوند.

## جنگ آزادیبخش بنگلادش
جنگ آزادی‌بخش در بنگلادش و ادامه بحران‌های اقتصادی و سیاسی در این کشور در دهه‌های بعد، برخی از شهروندان بنگلادش را مجبور ساخت تا به هند پناهنده شوند. در طول جنگ استقلال بنگلادش حداقل ۱۰ میلیون شهروند بنگلادشی به صورت غیرقانونی به هند گریختند تا از تجاوز و نسل‌کشی گسترده در امان بمانند. اکثریت آن‌ها به کشورهای مرزی، به ویژه بنگال غربی و آسام مهاجرت کردند. با توجه به آزار و اذیت در طول نسل‌کشی در بنگلادش، در موافقتنامه آسام، این مهاجرت، مهاجرت غیرقانونی تعریف شد و به کسانی اطلاق گردید که به‌طور غیرقانونی پس از ۲۴ دسامبر ۱۹۷۱ به خاک هند سرازیر شدند، این مسئله پس از سرشماری سال ۱۹۹۱ صورت گرفت زیرا رشد مسلمانان در حدود مرزی آسام و بنگال به‌طور غیرمعمولی افزایش یافته بود. در سال ۱۹۹۱ پس از سرشماری جمعیت مسلمانان در این ایالت‌ها مشخص شد جمعیت مسلمانان بسیار بالاتر از نرخ رشد جمعیت محلی هندو در سرتاسر کشور بوده‌است.

## نگرانی‌های قضایی درمورد مهاجران غیرقانونی بنگلادشی
در سال ۲۰۰۵، یک دادگاه عالی به موجب قانون اساسی، غیرقانونی بودن مهاجران بنگلادش را تصویب کرد و تأکید نمود که حضور آن‌ها باعث پرچالش کردن زندگی مردم آسام شده‌است. در ماه اوت ۲۰۰۸، دادگاه عالی دهلی، طومار یک تبعه بنگلادشی را علیه اخراجش به بنگلادش رد کرد. دادگاه عالی تصریح کرد که مهاجران غیرقانونی بنگلادش امنیت داخلی هند را در معرض خطر قرار می‌دهند.

## نگرانی‌های اجتماعی
گذشته از مهاجران، تعداد زیادی از قاچاقچیان به‌طور منظم از مرزهای غربی بنگال وارد هند می‌شوند. آن‌ها برای پرهیز از پرداخت تعرفه‌های بالای گمرکی که توسط دولت بنگلادش اعمال می‌شود، عمدتاً این کالاها را قاچاق می‌کنند. علاوه بر این زنان و دختران بنگلادشی نیز به هند و از طریق هند به خاورمیانه برای کار اجباری و استثمار جنسی قاچاق می‌شوند. مرکز مطالعات زنان و کودکان در سال ۱۹۹۸ تخمین زده‌است که ۲۷٫۰۰۰ بنگلادشی در هند به فحشا کشیده شده‌اند.